# 오이즈미촌 (야마가타현 니시타가와군)
오이즈미촌(大泉村)은 야마가타현 니시타가와군에 있던 촌이다. 현재의 쓰루오카시 중심부의 서방일대에 해당한다.

## 역사
- 1889년 4월 1일 - 정촌제 시행에 의해 14촌의 구역을 가지고 성립하였다.
- 1955년 4월 1일 - 쓰루오카시에 편입, 동일 오이즈미촌은 폐지되었다.

## 교통

### 철도
현재는 구촌 지역에  일본국유철도 오우 본선이 통과하지만 역은 소재하지 않았다.

### 도로
- 국도 제7호선

현재는 구촌 지역을 야마가타 자동차도로의 쓰루오카 나들목 ,니혼카이 도호쿠 자동차도로의 쓰루오카 니시 나들목이 통과하지만, 당시에는 미개통 상태였다.

## 참고문헌
- 角川日本地名大辞典 6 山形県